# Memory of the Land
Memory of the Land (Memoria de la tierra) es un cortometraje de animación dirigido por la artista y cineasta palestina Samira Badran en 2017.

## Descripción
En el documental Memory of the Land  su directora Samira Badran denuncia las drásticas medidas que los palestinos y palestinas afrontan para poder moverse dentro de los territorios ocupados después de 1967. El eje narrativo fundamental de la película son los "checkpoints" o puestos de control, la segregación de carreteras y la arquitectura colonial creada para reprimir la movilidad a partir del año 2000 cuando se empezó a construir el muro del apartheid israelí.

## Sinopsis
Un cuerpo atraviesa un checkpoint en la Palestina ocupada, mecanismo esencial de la ocupación Israelí. Al avanzar se encuentra atrapado y tendrá que afrontar una serie de obstáculos que afectarán de forma drástica su movilidad. El cuerpo es atravesado por la violencia estructural, física, agresiva y arbitraria, que impide su libre movimiento y ataca su existencia cotidiana.

## Reconocimientos
Memory of the Land  ha sido galardonado con el premio a la mejor película experimental en el Nazra Palestine Film Festival 2018. Ha sido nominado al IBAFF Award, en la categoría de Best Short Film, y se ha proyectado en más de cuarenta festivales de cine de todo el mundo, así como en universidades, escuelas de audiovisuales y en centros culturales. 